# Dundalk
Dundalk (/ˌdʌnˈdɔːlk/, en irlandès: Dún Dealgan, fortificació de Dalgan) és una ciutat, capital del comtat de Louth a la província de Leinster, situada al nord-est de la República d'Irlanda. La ciutat es troba aproximadament al punt mitjà entre les ciutats de Dublín i Belfast. El seu lema és Mé do rug Cú Chulainn cróga (Vaig veure néixer al valent Cú Chulainn).
La població que hi ha en un voltant de 50 km, s'eleva a 425000 habitants, però a la ciutat pròpiament dita només hi viuen 35.086 persones.

## Personatges coneguts
- The Corrs: Andrea Corr, Caroline Corr, Sharon Corr i Jim Corr. Músics.
- Peter Rice: (1935-1992). Notable enginyer que va treballar a l'Opera House de Sydney, a la piràmide del Louvre i al Centre Pompidou a París entre altres importants construccions.
- John Moore, Director de cine, productor, i escriptor. De la seva filmografia en destaca Behind Enemy Lines.
- Dundalk F.C., equip de futbol de la ciutat

## Agermanaments
- Rezé (Reudied)

## Galeria d'imatges

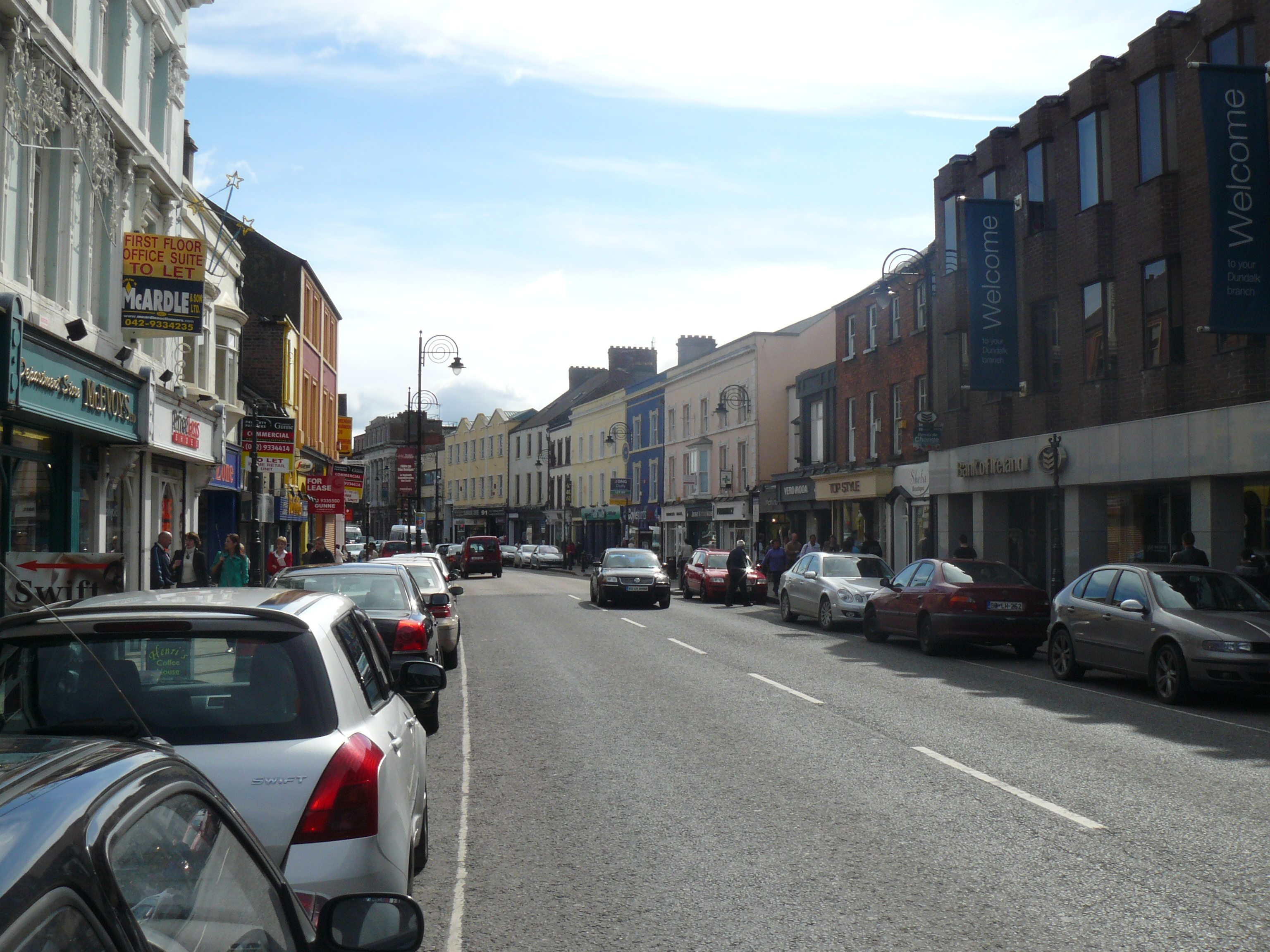
Carrer Clanbrassil
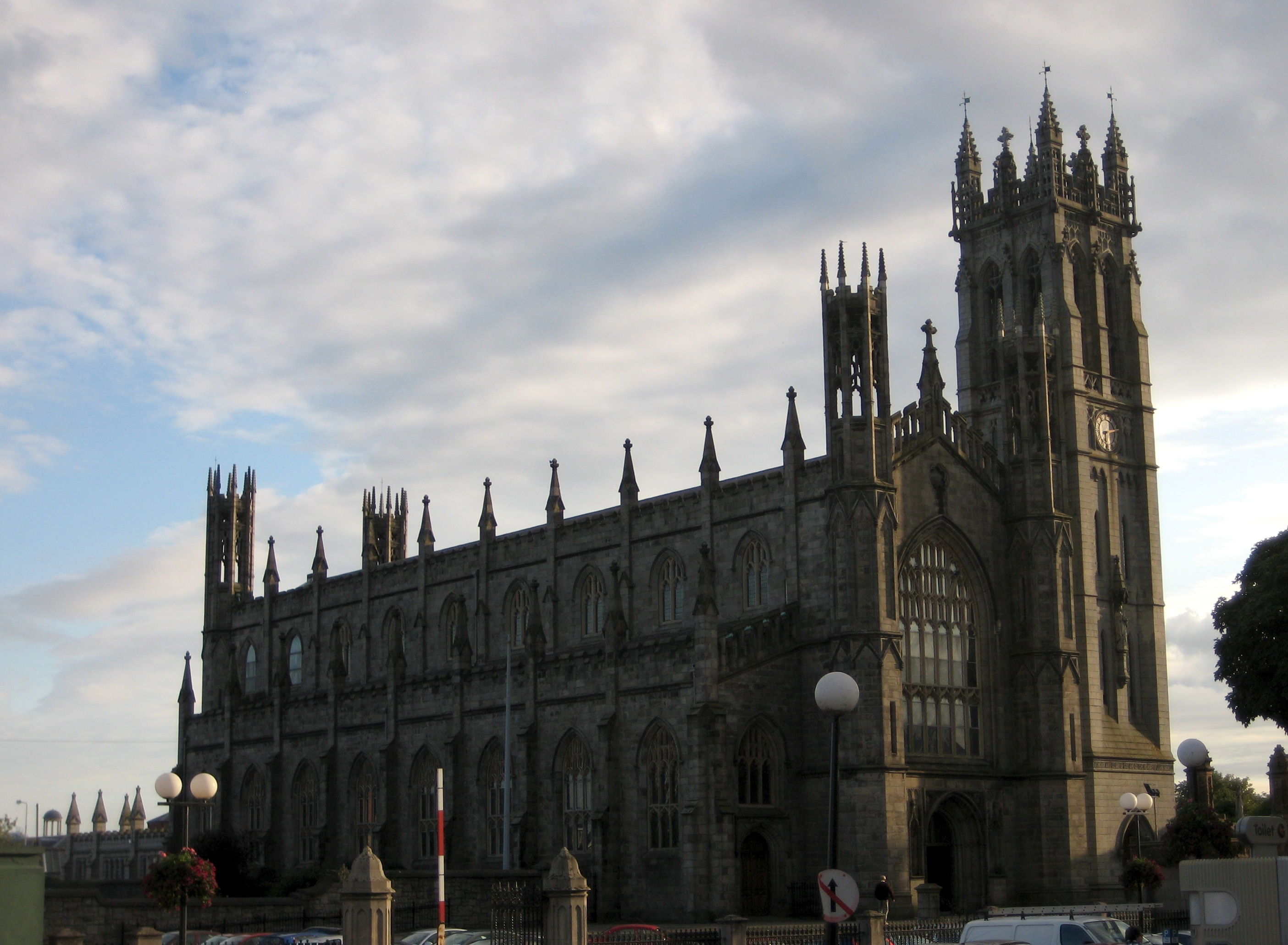
Església de St Patrick